# 伏見宮邦房親王
伏見宮邦房親王（ふしみのみや くにのぶしんのう）は、戦国時代から江戸時代初期にかけての皇族。中務卿。世襲親王家の伏見宮第9代当主。貞康親王の第一王子。正親町天皇の猶子。初名は邦良（くにざね）、法号は桂昌院。

## 生涯
永禄9年（1566年）に伏見宮貞康親王の子として誕生する。天正3年（1575年）2月21日に親王宣下を受け、天正6年（1578年）12月17日に元服し、中務卿及び式部卿に任命され、二品となった。
天正14年（1586年）1月16日、関白・豊臣秀吉が組み立て式の黄金の茶室を宮中に持参して催した茶会に、正親町天皇や誠仁親王、近衞前久や菊亭晴季らとともに列席した。

## 系譜
- 家女房
  - 第一王子：貞清親王（1596-1654） - 第10代伏見宮
- 生母未詳
  - 良嶽聖久（?-1631）
  - 高秀尊覚（慈照院、1615-1693）